# Salomé Stévenin
Salomé Stévenin es una actriz Francesa.

## Biografía
Nació el 29 de enero de 1985 en Lons-le-Saunier (Jura). Es hija del director y actor Jean-François Stévenin y de la actriz Claire Stévenin; sus hermanos son los actores Robinson Stévenin, Sagamore Stévenin y Pierre Stévenin.
Salomé estudió actuación en la Escuela de Drama de Oxford, de la cual se graduó en 2003.

## Trayectoria
Apareció por primera vez en la pantalla chica en 1988, con sólo 3 años de edad; en la película: Peaux de vaches de Patricia Mazuy. La carrera de Salomé contunuó con algunas apariciones recurrentes en cine y televisión, por lo que ella se convirtió en una de las jóvenes actrices favoritas del público francés.
En el año 1997 participó junto a Sofía Loren en el film Soleil de Roger Hanin. A éste le siguieron varios proyectos entre los que se encuentran Mischka, un largometraje dirigido por su padre Jean-François Stévenin, y Clara, cet été là, un film que trata el tema de la homosexualidad y la discriminación entre los adolescentes.
Sin duda uno de los personajes más complejos de su carrera, llegó de la mano del director Antony Cordier, en el film Douches froides; dónde ella interpretó a una adolescente llamada Vanessa que mantenía un conflicto amoroso y social; su actuación la llevó a ganar el premio como Mejor Actriz en el Festival de La Ciotat 2006 y le valió ser prenominada al premio César a la mejor actriz en 2006.
Su carrera ha ido siempre en ascenso, en 2007 ganó el premio como Mejor Actriz en  Festival de Vendôme gracias al cortometraje Tel père telle fille de Sylvie Ballyot.
El 3 de diciembre de 2008 se estrenó el film Comme une étoile dans la nuit  de René Féret, donde Salomé interpretó a una chica de 25 años que se enfrenta a la enfermedad terminal de su pareja.  La química entre este director y la actriz Salomé es evidente, pues han compartido créditos en tres largometrajes.
La actuación no ha sido el único campo en el que se ha desarrollado Salomé, pues hizo su debut como directora y guionista en el cortometraje Baïnes, éste se estrenó el 18 de junio de 2008 como parte de la selección oficial del reconocido Festival de Pantin.

## Filmografía

### Cine
| Año  | Título                             | Personaje           | Director               | Tráiler                            |
| ---- | ---------------------------------- | ------------------- | ---------------------- | ---------------------------------- |
| 2014 | Lili Rose                          | pendiente           | Bruno Ballouard        | No disponible                      |
| 2012 | Comme un chef                      | Amandine            | Daniel Cohen           | Comme un chef                      |
| 2011 | Madame Solario                     | Missy Vlamink       | René Féret             | Madame Solario                     |
| 2011 | Omar m'a tuer                      | Maud                | Roschdy Zem            | Omar m'a tuer                      |
| 2010 | Les chiens d'la casse              | pendiente           | Wahib Chehata          | - Les chiens d'la casse en Vimeo   |
| 2010 | Nannerl, la soeur de Mozart        | Isabelle d'Aubusson | René Féret             | Nannerl, la soeur de Mozart        |
| 2008 | Comme une étoile dans la nuit      | Anne                | René Féret             | Comme une étoile dans la nuit      |
| 2007 | Regarde-moi                        | Daphné              | Audrey Estrougo        | Regarde-moi                        |
| 2007 | Il a suffi que Maman s'en aille... | Marie               | René Féret             | Il a suffi que Maman s'en aille... |
| 2005 | Douches froides                    | Vanessa             | Antony Cordier         | Douches froides                    |
| 2002 | Clara, cet été là                  | Sonia               | Patrick Grandperret    | Clara, cet été lá                  |
| 2002 | Mischka                            | Jane                | Jean-François Stévenin | Mischka                            |
| 2000 | Love me                            | Gabrielle           | Laetitia Masson        | Love me                            |
| 1997 | Soleil                             | Annie               | Roger Hanin            | Soleil                             |
| 1996 | La Belle Verte                     | Sophie              | Coline Serreau         | La belle verte                     |
| 1988 | Peaux de vaches                    | Anna                | Patricia Mazuy         | Peaux de vaches                    |

### Televisión
| Año       | Título                                   | Personaje            | Director                              | Teaser                   |
| --------- | ---------------------------------------- | -------------------- | ------------------------------------- | ------------------------ |
| 2013      | Dame de tréfle                           | Armony Lescudet      | Philippe Venault                      | Dame de tréfle           |
| 2012      | Le Sang de la vigne: Les Veuves Soyeuses | Marianne de Vonnelle | Régis Musset                          | Les Veuves Soyeuses      |
| 2011      | Joseph l'insoumis                        | Suzanne              | Caroline Glorion                      | Joseph l'insoumis        |
| 2011      | Un cœur qui bat                          | Maud                 | Sophie Révil y Christophe Barraud     | Un cour qui bat          |
| 2011      | Cigarettes et bas nylons                 | Marie-Thérèse        | Fabrice Cazeneuve                     | Cigarettes et bas nylons |
| 2007-2010 | La Cour des grands (18 episodios)        | Audrey Rivière       | Christophe Barraud y Dominique Ladoge | No disponible            |
| 2002      | Clara, cet été là                        | Sonia                | Patrick Grandperret                   | Clara, cet été lá        |
| 2001      | Duettistes : les jeunes proies           | Alice                | Marc Angelo                           | No disponible            |
| 2000      | La Loire, Agnès et les Garçons           | Elise                | Patrice Martineau                     | No disponible            |
| 1997      | La Petite maman                          | Mathilde             | Patrice Martineau                     | La petite maman          |
| 1996      | L'Huile sur le feu                       | Céline               | Jean-Daniel Verhaeghe                 | No disponible            |
| 1995      | Parents à mi-temps                       | Noémie               | Alain Tasma                           | No disponible            |
| 1995      | Noël et après                            | Katia                | Daniel Vigne                          | No disponible            |
| 1994      | Le Jardin des plantes                    | Philippine Bornard   | Philippe de Broca                     | Le jardin des plantes    |
| 1993      | L'instit : Concerto pour Guillaume       | Irène                | Didier Cohen                          | No disponible            |

### Cortometrajes
| Año  | Título                  | Personaje   | Director                           | Enlace/Información                                                                                                   |
| ---- | ----------------------- | ----------- | ---------------------------------- | --- |
| 2013 | Poussières              | pendiente   | Daniel Metge                       | Poussière |
| 2011 | Mon amoureux            | Estelle     | Daniel Metge                       | Mon amoureux |
| 2010 | Bagni 68                | La touriste | Diego y Luca Governatori           | No disponible |
| 2010 | La fonte de glaces      | Julie       | Stéphane Raymond y Julien Lacheray | La fonte de glaces (enlace roto disponible en Internet Archive; véase el historial, la primera versión y la última). |
| 2008 | Poil dans le thé        | pendiente   | Kaname Onoyama                     | - Poil dans le thé en Vimeo                                                                                          |
| 2008 | Baïnes                  | Sarah       | Salomé Stévenin                    | No disponible |
| 2007 | Tel père telle fille    | Julie       | Sylvie Ballyot                     | Tel pére telle fille                                                                                                 |
| 2006 | L'étoile de mer         | Camille     | Caroline Deruas                    | L'étoile de mer |
| 2006 | Finalment               | pendiente   | Tommy Weber                        | No disponible |
| 2005 | Salomé                  | pendiente   | Minh Sourintha                     | No disponible |
| 1997 | Maurice Baquet          | pendiente   | Daniel Vigne                       | No disponible |
| 1995 | La cicatrice intérieure | pendiente   | Caroline Deruas-Garrel             | No disponible |

### Realización
| Año                 | Título | Aportación        | Presupuesto         | Duración | Exhibición                               | Información                                                                                              |
| ------------------- | ------ | ----------------- | ------------------- | -------- | ---------------------------------------- | --- |
| 18 de junio de 2008 | Baïnes | Guion y Dirección | € 30.000 (estimado) | 23 min.  | Selección oficial del Festival de Pantin | Baînes (enlace roto disponible en Internet Archive; véase el historial, la primera versión y la última). |

### Teatro
| Año  | Título            | Personaje | Director             |
| ---- | ----------------- | --------- | -------------------- |
| 2012 | American Blues    | pendiente | Juliette de Charnace |
| 2010 | L'hymne a l'amour | pendiente | Juliette de Charnace |

## Reconocimientos
| Año  | Resultado | Categoría          | Festival                                    | Película                 |
| ---- | --------- | ------------------ | ------------------------------------------- | ------------------------ |
| 2010 | Ganadora  | Mejor Joven Actriz | Festival drama de televisión de La Rochelle | Cigarettes et bas nylons |
| 2007 | Ganadora  | Mejor Actriz       | Festival de Vendôme                         | Tel père telle fille     |
| 2006 | Nominada  | Mejor Actriz       | César                                       | Douches froides          |
| 2006 | Ganadora  | Mejor Actriz       | Festival de La Ciotat                       | Douches froides          |